# Canthon cinctellus
Canthon cinctellus là một loài bọ cánh cứng trong họ Bọ hung (Scarabaeidae).